# Saldatura a rotofrizione
La saldatura a rotofrizione (nota anche con il termine inglese spin welding) è una tecnica di saldatura a frizione che viene adoperata su materiali termoplastici, in cui le parti da saldare sono riscaldate tramite attrito. La saldatura di materiali termoplastici che impiega tale tecnica avviene per fusione delle superfici a contatto. 
L'aumento della temperatura locale necessario al processo di fusione è ottenuto con lo sfregamento di uno dei due pezzi da saldare. Sul pezzo sottoposto a movimento rotatorio viene applicata una pressione di spinta, in modo da mantenere a contatto le parti durante il processo.
Nella saldatura a rotofrizione il movimento rotatorio è realizzato con un motore opportunamente controllato e con un mandrino che viene realizzato seguendo la sagoma del pezzo da saldare.
Con questa tecnologia si possono saldare parti realizzate in materiale termoplastico con sagome esclusivamente circolari.
Le parti da saldare sono contenute all'interno di posaggi opportunamente sagomati. Al raggiungimento della temperatura di fusione dei materiali, il movimento circolare deve terminare entro 0,5 secondi.